# Codonorchis lessonii
Codonorchis lessonii, és una espècie d'orquídia pertenyant a la subfamília orquidòidies, endèmica del sud de Xile i de l'Argentina, localment coneguda com a palomita.
És una petita planta bianual geòfita. Presenta una única tija floral esbelta i acaula, de fins a 40 cm d'alçada, amb només 2 o 4 fulles basals. A principis d'estiu produeix una única flor blanca d'uns tres cm de diàmetre a l'extrem de la tija. Està formada per tres sèpals i tres pètals blancs amb taques de color porpra. El pètal inferior és trilobat i presenta en la seva part central, dues fileres d'apèndixs rugosos de tons groguencs. El fruit és una càsula oblonga amb nombroses llavors a l'interior.
Habita el sotabosc o clarianes de boscos andinopatagons de Nothofagus pumilio, des de Neuquén fins a la Terra del Foc; també present a les illes Malvines. Tolera el fred i es pot trobar fins als 1900 msnm.